# Vermicellerie d'Albi
La vermicellerie d'Albi, plus communément désignée sous l'appellation les moulins albigeois, est une ancienne usine de pâtes alimentaires située à Albi, en France.

## Localisation
L'usine est située dans le département français du Tarn, sur la commune d'Albi. Elle occupe une situation en surplomb du Tarn, sur la rive droite de la rivière dans le quartier de la Madeleine.

## Historique

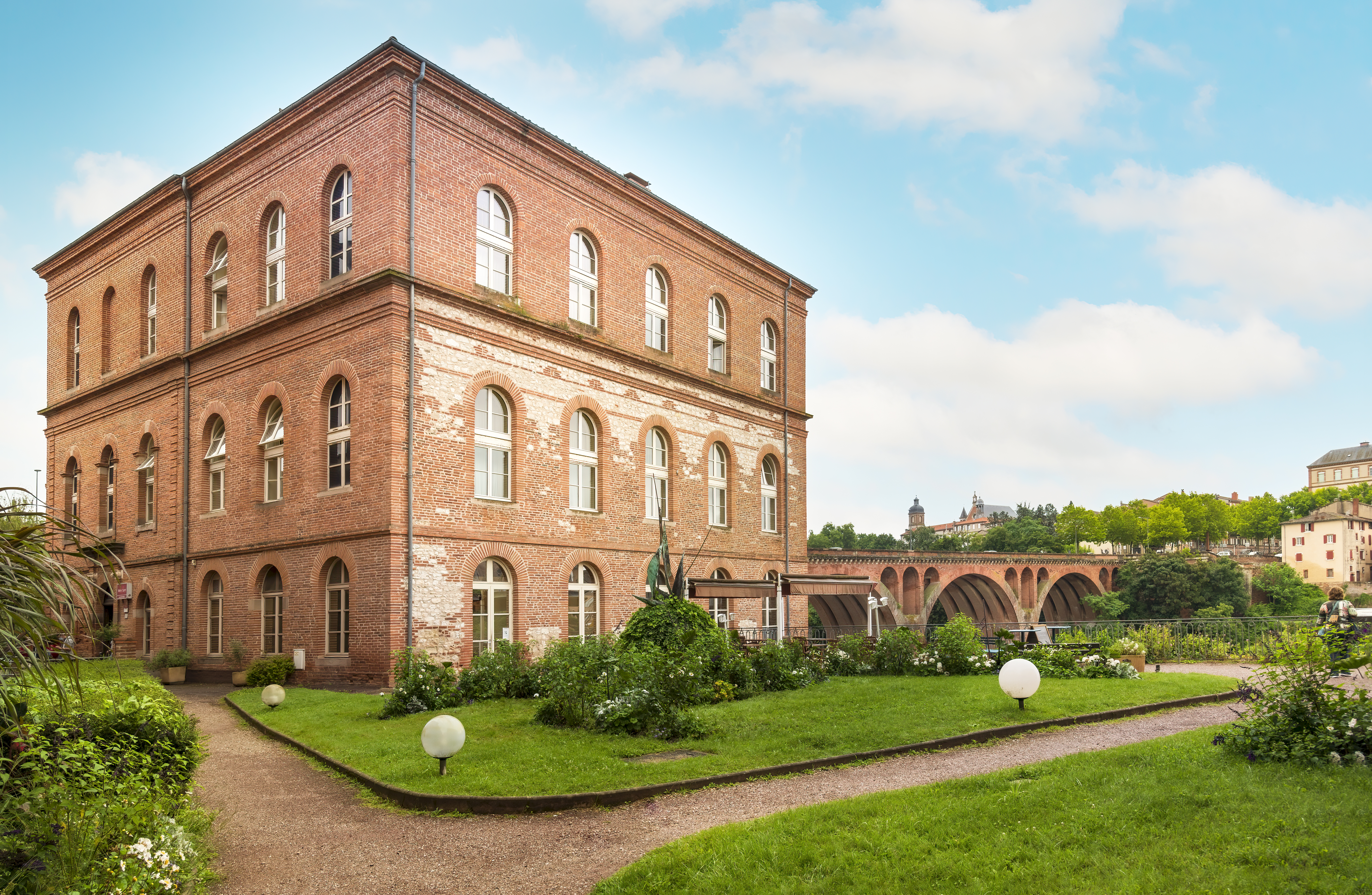
La vermicellerie et le pont neuf, exposition ouest.

L'usine occupe le site d'un moulin à farine qui pourrait remonter au XIIe siècle. Le site est remanié à partir du XVIIe siècle et transformé en usine de fabrication de pâtes alimentaires en 1850. Elle est désaffectée dans la seconde moitié du XXe siècle, puis réaménagée pour accueillir un hôtel, le musée Lapérouse et le Comité départemental de tourisme.
L'usine est inscrite au titre des monuments historiques le 11 octobre 1984.